# ابن الفوطي
كَمالُ الدِّينِ أَبُو الفَضْل عَبِدُ الرَزاقِ بِنُ أَحمَدِ بْنُ مُحَمَّدِ الصَابُونِي الشَيبَانِي البَغدَادِي المعروف بـابن الفُوَطي (642 هـ - 723 هـ / 1244 - 1323 م)، هو مؤرخ وأديب وموسوعي عِراقي مِن أُصول مَروزية. نشأ في بغداد، وأَسَرَه هُولاكو عند دخول المَغول إليها ولكن خلّصه نصير الدين الطوسي، فلازَمَه وأخذَ عنهُ عِلمَ النجومِ وجُملةً منَ العُلومِ الأُخرى. كما جَعله الطُوسي رَئيساً لخزانةِ كُتب مَرصَدِهِ في مُراغة. عَادَ إلى بَغداد سَنة 679 هـ، فَجعَلَهُ عَطاء المُلك الجُوينِي خازِناً لِكُتبِ المُستَنصِرية زَمناً. وأَقامَ مُدةً طويلةً في تبريز. وفي سنةِ 718 هـ قُتل وَزيرُ تَبريز رَشيدُ الدِّينِ الهَمَذانِي وأُحرِقَت كُتبُ ابن الفوطي فَرجِعَ إلى بغداد.

## آثاره
لهُ «مجمع الآداب في مُعجم الأَسماء على مُعجم الألقاب» طُبع بتحقيق مُصطفى جواد ونَشرَتهُ وِزارةُ الثَقافة السُورية بدِمَشق (1383هـ) و«درر الأصداف في غرر ـ وقيل بحور ـ الأوصاف» و«تلقيح الأفهام في تَنقيح الأوهام».